# Salón del Automóvil de Buenos Aires 2017
El Salón del Automóvil de Buenos Aires 2017 tuvo lugar del 10 al 20 de junio. Esta fue la 8.ª edición del Salón del Automóvil que se realizó en Buenos Aires. Estuvo  dividido en 5 pabellones y se presentaron 23 marcas de vehículos.

## Expositores
- Abarth
- Audi
- Chery
- Chevrolet
- Ducati
- Ferrari
- Fiat
- Ford
- Honda
- Jaguar
- Jeep
- Lifan
- Lotus
- Maserati
- Mercedes-Benz
- Nissan
- Pagani
- Peugeot
- Ram
- Renault
- Scania
- Smart
- Toyota
- Volkswagen

## Autos por marca

### Volkswagen
- e-Golf
- Golf GTE
- Passat

### Toyota
- Lexus

### Maserati
- Levante

### Ferrari
- 488 GBT
- California

### Pagani
- Zonda F Coupé
- Zonda Revolución
- Huayra BC

### Ford
- Mustang
- Ka

### Renault
- Kwid

### Chevrolet
- Camaro
- Bolt

### Porsche
- 911 Targa S
- Cayman S

### Fiat
- Argo[2]
- 124 Spyder

### Jaguar
- F-Pace[3]

### Nissan
- Kicks[4]